# Лок, Даррен
Даррен Лок (малайск. Darren Lok; род. 9 марта 1991 или 18 сентября 1991, Хейлшем, Восточный Суссекс) — малайзийский футболист, нападающий клуба «Сабах» и сборной Малайзии.

## Карьера
Лок родился в Великобритании и начал свою карьеру в низших лигах Англии за футбольный клуб «Истборн Боро». В 2016 году перешёл в гранд малайзийского футбола «Джохор», где на протяжении 4 лет безуспешно пытался пройти в основной состав, преимущественно играя за дубль, несмотря на то, что регулярно стал играть за сборную Малайзии. В 2020-м году не стал основным игроком и в клубе «Теренггану». Ему удалось снова проявить себя в клубах «Теренггану» и «Теренггану», снова стать основным нападающим сборной Малайзии.

## Международная карьера
Благодаря отцу, родом из Малайзии, Даррен, после перехода в «Джохор», сразу попал в национальную команду. Он сыграл против Сингапура в 2016 году.

### Голы за сборную
| №  | Дата            | Место                                | Соперник         | Счёт | Результат | Турнир                   |
| -- | --------------- | ------------------------------------ | ---------------- | ---- | --------- | ------------------------ |
| 1. | 22 августа 2017 | Хан Жебат, Малакка, Малайзия         | Сирия            | 1:2  | 1:2       | Товарищеский матч        |
| 2. | 14 июня 2022    | Букит-джалил, Куала-Лумпур, Малайзия | Бангладеш        | 4:1  | 4:1       | Квалификация на КАЗ 2023 |
| 3. | 14 декабря 2022 | Куала-Лумпур, Куала-Лумпур, Малайзия | Мальдивы         | 1:0  | 3:0       | Товарищеский матч        |
| 4. | 3 января 2023   | Букит-джалил, Куала-Лумпур, Малайзия | Сингапур         | 1:0  | 4:1       | Чемпионат АСЕАН 2022     |
| 5. | 6 сентября 2023 | Ист Таун Спортс Парк, Чэнду, Китай   | Сирия            | 2:2  | 2:2       | Товарищеский матч        |
| 6. | 21 ноября 2023  | Городской стадион, Тайбэй, Тайвань   | Китайский Тайбэй | 1:0  | 1:0       | Квалификация на ЧМ 2026  |